# Kyrkomötet (Evangelisk-lutherska kyrkan i Finland)
Kyrkomötet är det främsta beslutsfattande organet inom Evangelisk-lutherska kyrkan i Finland. Ombud vid kyrkomötet är 96 valda representanter från alla kyrkans stift (varav 32 präster och 64 lekmän), biskoparna, fältbiskopen, en representant för Sametinget samt en representant för Statsrådet.
Till kyrkomötets uppgifter hör bland annat att ge förslag till ändringar i kyrkolagen och att godkänna bibelöversättningar, psalmböcker, kyrkohandböcker, kyrkoordning med mera.